# Kapchorwa
Kapchorwa  este un oraș  în  Uganda. Este reședinta  districtului Kapchorwa.